# Communauté de communes du Pays-de-la-Châtaigneraie
La communauté de communes du Pays-de-la-Châtaigneraie (CCPLC), généralement appelée « Pays-de-la-Châtaigneraie », est une intercommunalité à fiscalité propre française située dans le département de la Vendée et la région des Pays de la Loire.

## Historique
La communauté de communes a pour origine deux syndicats intercommunaux à vocations multiples (SIVOM) :
- le SIVOM du bocage de La Châtaigneraie créé en 1974 avec 14 communes du canton, puis 15 ;
- le SIVOM du pays de Pareds regroupant 4 autres communes du canton.

Un district a été créé à partir de ces deux SIVOM par arrêté préfectoral du 28 décembre 1989 (district du pays de La Châtaigneraie). Il a été transformé en communauté de communes par arrêté préfectoral du 28 décembre 2000.
Le 1er janvier 2016, la fusion de Mouilleron-en-Pareds et de Saint-Germain-l’Aiguiller sous le nom de Mouilleron-Saint-Germain entraîne la diminution du nombre de communes, qui passe de 19 à 18.
Le 1er janvier 2023, la création de la commune nouvelle de Terval entraîne une nouvelle diminution du nombre de communes, qui passe de 18 à 16.
Le 1er janvier 2024, la fusion de Cezais, Saint-Sulpice-en-Pareds et Thouarsais-Bouildroux sous le nom de Rives-du-Fougerais entraîne la diminution du nombre de communes, qui passe de 16 à 14.

### Identité visuelle

Logotype (2001-2009).
Logotype (depuis août 2009).

## Territoire communautaire

### Géographie
Située à l'est  du département de la Vendée, la communauté de communes du Pays de la Châtaigneraie regroupe 14 communes et s'étend sur 316,6 km2.

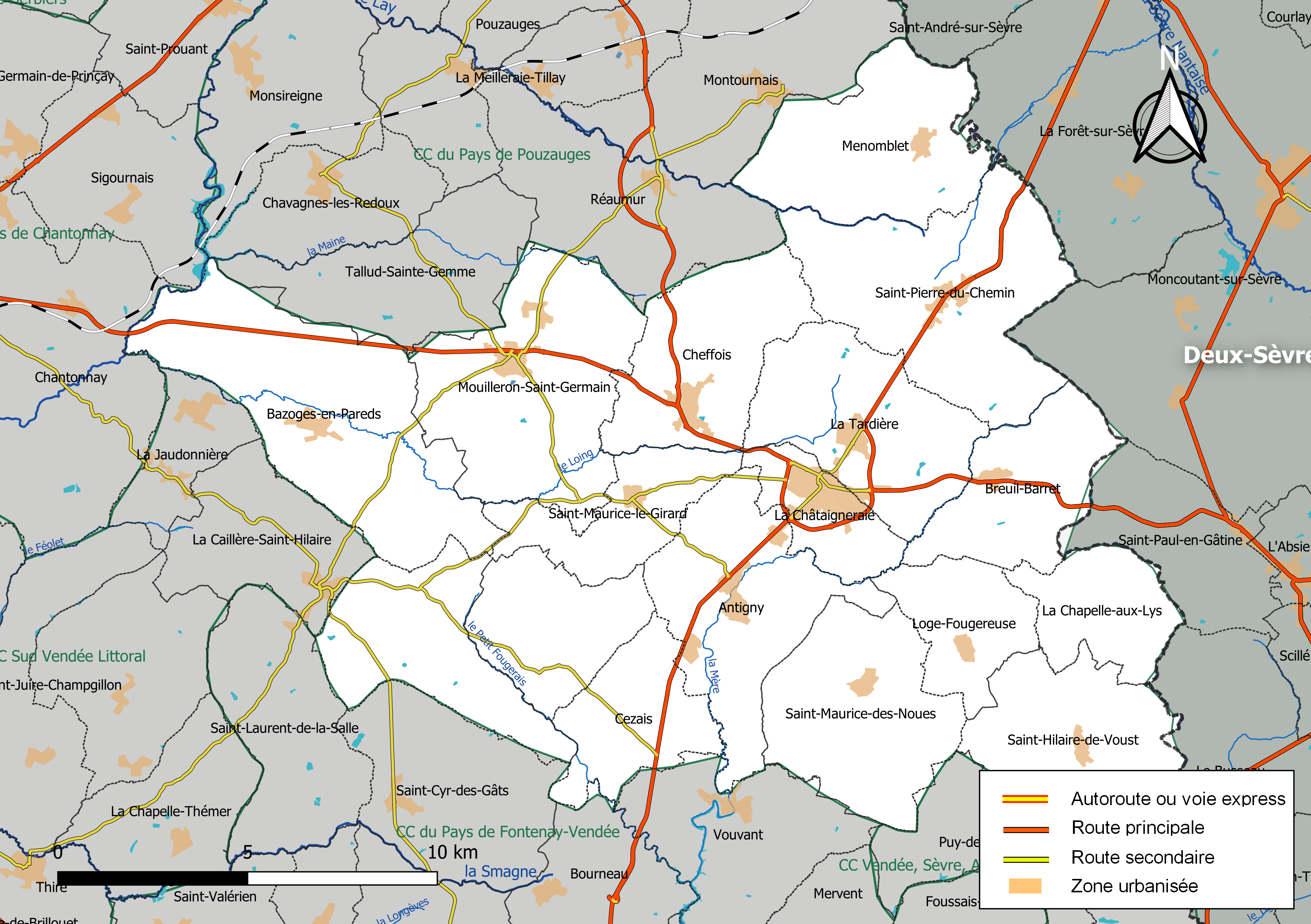
Carte de la communauté de communes du Pays de la Châtaigneraie au 1er janvier 2019.

### Composition
La communauté de communes est composée des 14 communes suivantes :

| Nom                      | Code Insee | Gentilé           | Superficie (km2) | Population (dernière pop. légale) | Densité (hab./km2) |
| ------------------------ | ---------- | ----------------- | ---------------- | --------------------------------- | ------------------ |
| Terval (siège)           | 85289      |                   | 45,78            | 2 173 (2022)                      | 47                 |
| Antigny                  | 85005      | Antignois         | 22,17            | 1 035 (2022)                      | 47                 |
| Bazoges-en-Pareds        | 85014      | Bazogeais         | 33,83            | 1 161 (2022)                      | 34                 |
| La Châtaigneraie         | 85059      | Chataigneraisiens | 7,94             | 2 590 (2022)                      | 326                |
| Cheffois                 | 85067      | Cheffoisiens      | 18,63            | 1 002 (2022)                      | 54                 |
| Loge-Fougereuse          | 85125      | Fougereusiens     | 10,37            | 383 (2022)                        | 37                 |
| Marillet                 | 85136      | Marilletais       | 4,25             | 124 (2022)                        | 29                 |
| Menomblet                | 85141      | Menomblais        | 20,95            | 681 (2022)                        | 33                 |
| Mouilleron-Saint-Germain | 85154      |                   | 28,4             | 1 749 (2022)                      | 62                 |
| Rives-du-Fougerais       | 85292      |                   | 42,92            | 1 504 (2022)                      | 35                 |
| Saint-Hilaire-de-Voust   | 85229      | Saint-Hilairois   | 18,86            | 628 (2022)                        | 33                 |
| Saint-Maurice-des-Noues  | 85251      | Mauriciens        | 21,42            | 637 (2022)                        | 30                 |
| Saint-Maurice-le-Girard  | 85252      | Girardiens        | 11,42            | 598 (2022)                        | 52                 |
| Saint-Pierre-du-Chemin   | 85264      | Pétroviciniens    | 29,65            | 1 340 (2022)                      | 45                 |

### Démographie
| 1968   | 1975   | 1982   | 1990   | 1999   | 2009   | 2014   | 2020   |
| ------ | ------ | ------ | ------ | ------ | ------ | ------ | ------ |
| 15 557 | 15 249 | 15 438 | 15 342 | 14 966 | 15 375 | 15 661 | 15 598 |

## Administration

### Siège
Le siège de la communauté de communes est situé à Terval.

### Conseil communautaire
Avant les élections municipales des 23 et 30 mars 2014, un arrêté préfectoral daté du 25 octobre 2013 entérine le nombre de délégués par commune au sein du conseil communautaire à compter du prochain renouvellement général.
Le 17 décembre 2015, un nouvel arrêté prend en compte la création de la commune nouvelle de Mouilleron-Saint-Germain au 1er janvier 2016.
Le 9 novembre 2018, un autre arrêté modifie la répartition des délégués alors que la commune de Marillet doit partiellement renouveler son conseil municipal. L’effet de l’acte est immédiat.
Le 16 décembre 2022, un nouvel arrêté prend en compte la création de la commune nouvelle de Terval au 1er janvier 2023.
| Commune                   | Nombre de délégués communautaires | Nombre de délégués communautaires | Nombre de délégués communautaires | Nombre de délégués communautaires |
| Commune                   | Au 23 avril 2014                  | Au 1er janvier 2016               | Au 9 décembre 2018                | Au 1er janvier 2023               |
| ------------------------- | --------------------------------- | --------------------------------- | --------------------------------- | --------------------------------- |
| Antigny                   | 2                                 | 2                                 | 2                                 | 2                                 |
| Bazoges-en-Pareds         | 3                                 | 3                                 | 2                                 | 2                                 |
| Breuil-Barret             | 2                                 | 2                                 | 2                                 | Commune supprimée                 |
| Cezais                    | 1                                 | 1                                 | 1                                 | 1                                 |
| La Chapelle-aux-Lys       | 1                                 | 1                                 | 1                                 | Commune supprimée                 |
| La Châtaigneraie          | 6                                 | 6                                 | 5                                 | 5                                 |
| Cheffois                  | 2                                 | 2                                 | 2                                 | 2                                 |
| Loge-Fougereuse           | 1                                 | 1                                 | 1                                 | 1                                 |
| Marillet                  | 1                                 | 1                                 | 1                                 | 1                                 |
| Menomblet                 | 2                                 | 2                                 | 2                                 | 2                                 |
| Mouilleron-en-Pareds      | 3                                 | Commune supprimée                 | Commune supprimée                 |                                   |
| Mouilleron-Saint-Germain  | —                                 | 4                                 | 4                                 | 4                                 |
| Saint-Germain-l’Aiguiller | 1                                 | Commune supprimée                 | Commune supprimée                 | Commune supprimée                 |
| Saint-Hilaire-de-Voust    | 2                                 | 2                                 | 2                                 | 2                                 |
| Saint-Maurice-des-Noues   | 2                                 | 2                                 | 2                                 | 2                                 |
| Saint-Maurice-le-Girard   | 2                                 | 2                                 | 2                                 | 2                                 |
| Saint-Pierre-du-Chemin    | 3                                 | 3                                 | 3                                 | 3                                 |
| Saint-Sulpice-en-Pareds   | 1                                 | 1                                 | 1                                 | 1                                 |
| La Tardière               | 3                                 | 3                                 | 2                                 | Commune supprimée                 |
| Terval                    | —                                 | —                                 | —                                 | 5                                 |
| Thouarsais-Bouildroux     | 2                                 | 2                                 | 2                                 | 2                                 |
|                           | 40 délégués                       | 40 délégués                       | 37 délégués                       | 37 délégués                       |

### Présidence
| Période         | Période         | Identité       | Étiquette | Qualité |
| --------------- | --------------- | -------------- | --------- | --- |
| Hiver 2001      | 9 avril 2008    | Claude Ouvrard | DVD       | Conseiller municipal d’Antigny (1977-2008) Conseiller général, élu dans le canton de La Châtaigneraie (1992-2011) Conseiller régional, élu dans la Vendée (1998-2004) |
| 9 avril 2008    | 16 juillet 2020 | Éric Rambaud   | DVD       | Maire de Bazoges-en-Pareds (1995-2020) |
| 16 juillet 2020 | En cours        | Valentin Josse | DVD       | Maire de Mouilleron-Saint-Germain (depuis 2016) Conseiller départemental, élu dans le canton de La Châtaigneraie (depuis 2015)                                        |

### Compétences
- Développement économique
- Aménagement de l’espace
- Protection et mise en valeur de l’environnement
- Politique du logement et du cadre de vie
- Construction, entretien et fonctionnement d’équipements sportifs, culturels et scolaires

### Régime fiscal et budget
Le régime fiscal de la communauté de communes est la fiscalité professionnelle unique (FPU).